# Château de Varennes-lès-Mâcon
 (janvier 2016).
Si vous disposez d'ouvrages ou d'articles de référence ou si vous connaissez des sites web de qualité traitant du thème abordé ici, merci de compléter l'article en donnant les références utiles à sa vérifiabilité et en les liant à la section « Notes et références ».
Le château de Varennes-lès-Mâcon se situe à Varennes-lès-Mâcon en Saône-et-Loire, au sud de Mâcon.

## Histoire
Le château de Varennes a longtemps appartenu à la famille de Chaintré, de l'an 1000 aux années 1700.
En 1716, le château change de propriétaire et appartient dès lors aux Mathurins de fontainebleau, ou ordre de la très sainte trinité et des captifs (ordre toujours existant), propriétaire également du château de Beaulieu. Leurs biens sont confisqués à la Révolution et le château est vendu aux enchères à la bougie pour 148000 livres.
Le château est acheté en 1791 par Adam Philibert Dampierre d'Origny, bourgeois mâconnais (qui possèdera également le château de Beaulieu non loin de là). Il le rénove dans sa forme actuelle, les vitraux portent ses initiales, DD.
La famille Dubief (fille d' Adam Philibert Dampierre d'Origny) en hérite ensuite.
Après un abandon d'une centaine d'années, le château a été racheté en 2008 par la famille Megny Marquet, qui poursuit un travail de conservation et de rénovation du château.

## Description
Le château a été construit au XVIe siècle sur les bases d'un ancien fort dont il subsiste la tour d'escalier "donjon de l'an 1000" et le pont levis, qui enjambe des douves sèches et permet d'accéder à une cour d'honneur carrée.
Il comporte deux corps de logis reliés par deux galeries. L'ensemble est flanqué de 4 tours rondes. Le corps de logis principal a été réorganisé et ouvert sur l'extérieur, ce qui permet aux pièces de réception de s'ouvrir sur le parc.
Dans la tour 1000 ans, des fenêtres à meneaux sont encore présentes, ainsi que l'escalier en pierre en colimaçon.
La cour intérieure est encadrée de bâtiments et il subsiste un puits en son centre.
Les toitures sont très pentues. Quant aux souterrains, ils existent et partent dans quatre directions différentes mais sont désormais condamnés.

## Situation
Il se trouve à la jonction des axes autoroutiers A6 et A40, près de la ville de Mâcon
Il est à une heure et quart de Paris par le train (la gare TGV se trouve à 5 minutes du château), 45 minutes de Lyon en voiture, et 1 heure 30 de Genève.

## Valorisation du patrimoine
Le château organise des évènements dans le parc de 4 hectares, les salons ou la cour d'honneur. Le château propose actuellement des chambres d'exception avec un restaurant semi-gastronomique.